# Alessandro Farina
Alessandro Farina (Parma, 16 maggio 1976) è un ex pallavolista italiano.
Giocava nel ruolo di libero.

## Carriera
La carriera di Alessandro Farina comincia nel 1992, come schiacciatore nella Pallavolo Parma, giocando nella formazione di Serie C; la stagione successiva fa il suo esordio in prima squadra, debuttando in Serie A1, con la quale gioca per cinque stagioni, cambiando ruolo in libero, grazie anche all'avvento del Rally Point System: con la squadra emiliana vince la Coppa CEV 1994-95 ma subisce anche una retrocessione in Serie A2.
Nella stagione 1998-99 viene ingaggiato dal Volley Treviso, con cui resta per quattordici stagioni: in questo lungo arco di tempo vince sei volte il campionato italiano, quattro volte la Coppa Italia e sette la Supercoppa italiana, oltre a tre edizioni della Champions League, una Supercoppa europea, la Coppa CEV 2002-03 e la Coppa CEV 2010-11. Il 16 giugno 1999 fa il suo esordio in nazionale durante una partita di World League contro la Polonia: vincerà poi la medaglia d'oro nella stessa competizione; sempre con la maglia azzurra vince la medaglia d'oro ai XIV Giochi del Mediterraneo.
Nella stagione 2012-13 passa alla Callipo Sport di Vibo Valentia, mentre in quella successiva firma per la Top Volley di Latina, tuttavia, poco dopo torna sui suoi passi, decidendo di ritirarsi dall'attività agonistica; cambia, in seguito, ancora decisione, restando nella squadra calabrese: al termine della stagione 2013-14 abbandona definitivamente la pallavolo giocata.

## Palmarès

### Club
- Campionato italiano: 6

1998-99, 2000-01, 2002-03, 2003-04, 2004-05, 2006-07
- Coppa Italia: 4

1999-00, 2003-04, 2004-05, 2006-07
- Supercoppa italiana: 7

1998, 2000, 2001, 2003, 2004, 2005, 2007
- Coppa dei Campioni/Champions League: 3

1998-99, 1999-00, 2005-06
- Coppa CEV: 1

2010-11
- Coppa CEV: 2

1994-95, 2002-03
- Supercoppa europea: 1

1999

### Nazionale (competizioni minori)
- Giochi del Mediterraneo 2001

### Premi individuali
- 2008 - Champions League: Miglior ricevitore